# Saskia (krater)
Saskia är en nedslagskrater med en diameter på 37 kilometer, på planeten Venus. Saskia har fått sitt namn efter Rembrandt´s hustru Saskia Uylenburgh.